# Гаряча картопля (гра)
«Гаряча картопля» (англ. Hot potato) — гра для вечірок, у якій гравці збираються в коло та поки грає музика кидають один одному невеликі предмети, такі як мішечок з квасолею або навіть справжню картоплину. Гравець, який тримає предмет, коли музика зупиняється, вибуває.

## Походження
Походження гри в гарячу картоплю не зовсім зрозуміле. Однак вона може сягати корінням ще 1888 року, коли Сідні Олдалл Едді у «Словнику шеффілдських слів» описав гру, в якій кілька людей сидять у ряд або на стільцях навколо вітальні. У цій грі запалену свічку передають першій особі, яка каже:
Джек живий і, швидше за все, буде жити

Якщо він помре у вас на руках, вам доведеться заплатити штраф.
Той, в чиїй руці згасне світло, повинен сплатити штраф.